# (7062) Meslier
(7062) Meslier ist ein Asteroid des Hauptgürtels, der am 6. August 1991 vom belgischen Astronomen Eric Walter Elst am La-Silla-Observatorium (Sternwarten-Code 809) der Europäischen Südsternwarte in Chile entdeckt wurde.
Der Asteroid ist nach dem französischen katholischen Priester Jean Meslier (1664–1729) benannt, der in der Zeit der Frühaufklärung von einem konsequent materialistischen, atheistischen Standpunkt aus eine radikale Kirchen- und Religionskritik schrieb.
Der Himmelskörper ist Mitglied der Klumpkea-Familie, einer Gruppe von Asteroiden, die nach (1040) Klumpkea benannt ist.